# Pazardzjik (stad)
Pazardzjik (Bulgaars: Пазарджик; Turks: Pazarcık) is een stad en een gemeente in Bulgarije en hoofdstad van de gelijknamige oblast Pazardzjik. De naam betekent "marktje" in het Turks. De stad ligt aan de oevers van de Maritsa.

## Geografie
De gemeente Pazardzjik is gelegen in het oostelijke deel van de oblast Pazardzjik. Met een oppervlakte van 636,722 km² is het de op een na grootste gemeente van de oblast (14,21% van het grondgebied).
De grenzen zijn als volgt:
| Aangrenzende gemeenten | Aangrenzende gemeenten | Aangrenzende gemeenten      | Aangrenzende gemeenten | Aangrenzende gemeenten |
| ---------------------- | ---------------------- | --------------------------- | ---------------------- | ---------------------- |
| Lesitsjovo             |                        | Panagjoerisjte en Streltsja |                        |                        |
|                        |                        |                             |                        |                        |
| Septemvri              | Saedinenie en Rodopi   |                             |                        |                        |
|                        |                        |                             |                        |                        |
| Rakitovo               |                        | Bratsigovo en Pesjtera      |                        | Stamboliïski           |

## Historie
De stad was in de oudheid als Bessapara (Thracisch voor "Bessi Dorp") de thuisbasis van de Bessi Thraciërs.
In de Ottomaanse tijd werd de huidige naam geïntroduceerd.
In 1718 werd Pazardjik bezocht door Gerard Kornelius Drish, en hij schreef:
"De gebouwen hier overtreffen die van Nish, Sofia en andere plaatsen in constructie, grootte en schoonheid".
In de 19e eeuw is Pazardjik al een groot en belangrijk centrum voor nijverheid en handel, met een bevolking van zo'n 25.000 mensen.
In 1837 is de kerk "Maagd Maria" gebouwd, een monument van nationaal belang, beroemd om architectuur en houtsnijwerk.
Gedurende de bevrijding stuurde de Ottomaanse sultan een brief met de opdracht om Pazardjik te vernietigen om zo te voorkomen dat het in handen van de vijand zou vallen.
Een plaatselijke dokter onderschepte de brief en paste deze aan zodat er juist stond dat de stad niet vernietigd moest worden.
Hij is uitgeroepen tot plaatselijke held.
De stad is op 2 januari 1878 bevrijd door een eenheid van het Russische leger onder bevel van generaal Gurko.

## Bevolking

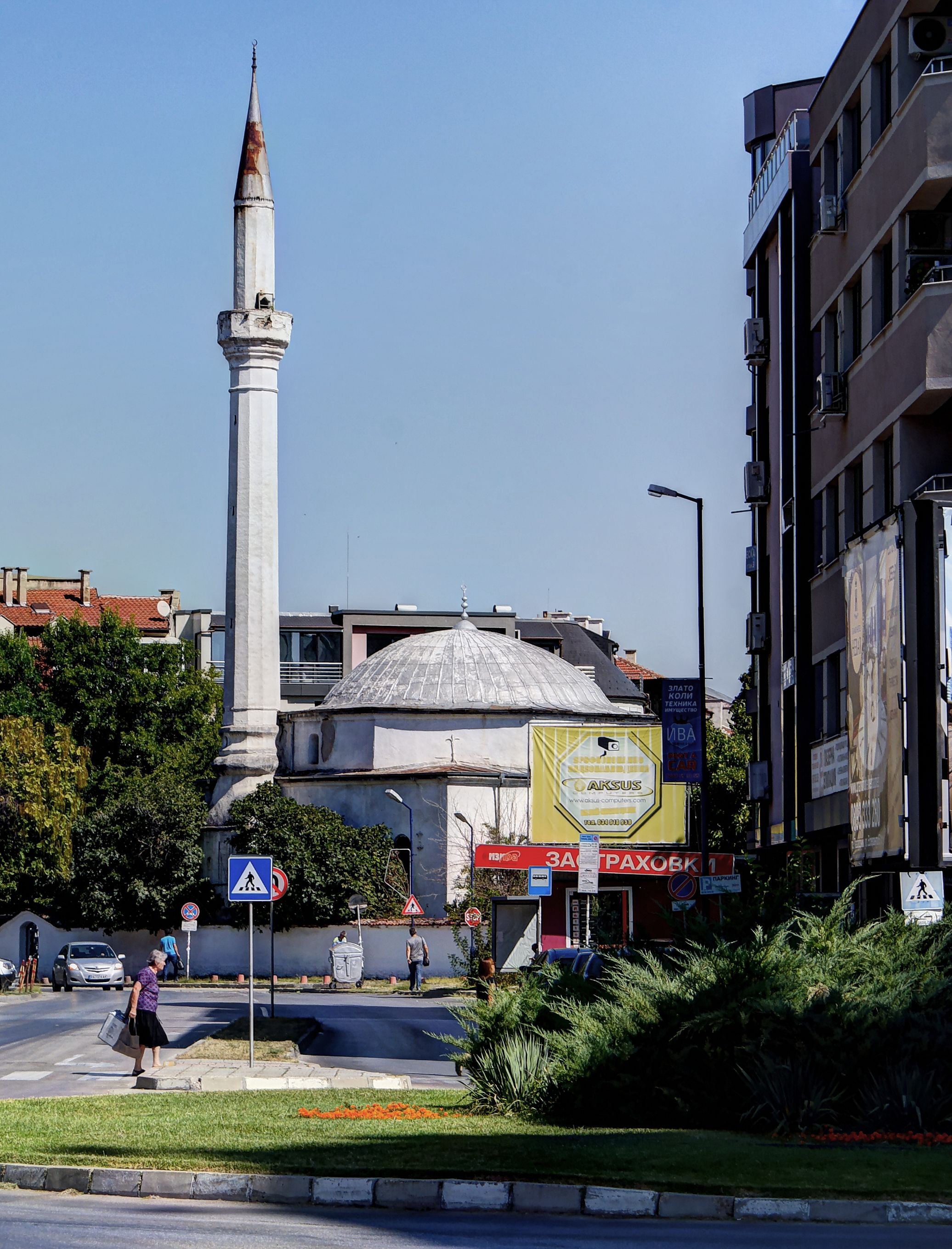
De Koersjoem-moskee

In 1887 telde de stad Pazardzjik 15.659 inwoners. Dit aantal nam de daaropvolgende decennia steeds toe, voornamelijk vanwege de  vestiging van nieuwe inwoners uit nabijgelegen plattelandsgebieden en kleinere steden. In 1993 bereikte de stad Pazardzjik het hoogste (officiële) aantal inwoners met 82.904 personen. Sindsdien is er continu sprake van een bevolkingsdaling, doordat er na de val van het communisme een neerwaartse spiraal is ontstaan van wegtrekkende bevolking, leegstand en daardoor verpaupering, terugval in voorzieningen, waardoor de leefbaarheid in het geding komt en steeds meer mensen uit de stad vertrekken. In 1996 zakte het inwonertal onder de 80.000, in 2010 onder de 75.000 en in 2015 onder de 70.000. In 2020 woonden er 66.690 mensen in de stad; dit waren ruim 16.000 (−20%) personen minder dan in 1993.
| Jaar                | 1934    | 1946    | 1956    | 1965    | 1975    | 1985    | 1992    | 2001    | 2011    | 2020    |
| stad Pazardzjik     | 23 228  | 30 376  | 39 499  | 55 430  | 65 727  | 77 278  | 82 578  | 78 855  | 71 979  | 66 690  |
| gemeente Pazardzjik | 65 067  | 78 671  | 88 904  | 106 559 | 118 160 | 128 974 | 133 685 | 127 900 | 114 817 | 105 161 |
| oblast Pazardzjik   | 211 451 | 244 385 | 277 198 | 296 641 | 314 006 | 326 188 | 326 123 | 310 723 | 275 548 | 251 300 |

In de in 2011 gehouden volkstelling - de eerste volkstelling sinds de toetreding van het land tot de EU in 2007 - hadden ondervraagden de mogelijkheid om vrijwillig vragen te beantwoorden over etniciteit en religie, evenals over hun moedertaal. In Pazardzjik beantwoordden slechts 66.397 van de 71.979 inwoners de vraag over etniciteit; 57.332 van hen identificeerden zichzelf als Bulgaren, 4.822 als Turken, 3.423 als Roma en 325 gaven aan dat ze een andere etniciteit hadden (Armeniërs, enz.). Het aantal Roma is waarschijnlijk hoger: veel Roma identificeren zichzelf als etnische Turken in de volkstellingen. De Roma-gemeenschap is vooral geconcentreerd in de twee zigeunerbuurten: de wijk "Iztok" en de wijk "Pitsj".
| Etnische samenstelling van de respondenten in de stad Pazardzjik (februari 2011) | Etnische samenstelling van de respondenten in de stad Pazardzjik (februari 2011) | Etnische samenstelling van de respondenten in de stad Pazardzjik (februari 2011) | Etnische samenstelling van de respondenten in de stad Pazardzjik (februari 2011) | Etnische samenstelling van de respondenten in de stad Pazardzjik (februari 2011) |
| -------------------------------------------------------------------------------- | -------------------------------------------------------------------------------- | -------------------------------------------------------------------------------- | -------------------------------------------------------------------------------- | -------------------------------------------------------------------------------- |
|                                                                                  |                                                                                  |                                                                                  |                                                                                  |                                                                                  |
| Bulgaren                                                                         | Bulgaren                                                                         |                                                                                  | 86,35%                                                                           | 86,35%                                                                           |
| Turken                                                                           | Turken                                                                           |                                                                                  | 7,26%                                                                            | 7,26%                                                                            |
| Roma                                                                             | Roma                                                                             |                                                                                  | 5,16%                                                                            | 5,16%                                                                            |
| Anders/Onbekend                                                                  | Anders/Onbekend                                                                  |                                                                                  | 1,23%                                                                            | 1,23%                                                                            |

In de gemeente Pazardzjik beantwoordden 106.875 van de 114.817 inwoners de vraag over etniciteit; 89.787 van hen identificeerden zichzelf als Bulgaren, 5.686 als Turken, 10.132 als Roma en 1.270 gaven aan dat ze een andere etniciteit hadden.
| Etnische groep   | volkstelling 1992 | volkstelling 1992 | volkstelling 2001 | volkstelling 2001 | volkstelling 2011 | volkstelling 2011 | volkstelling 2011  |
| Etnische groep   | Aantal            | %                 | Aantal            | %                 | Aantal            | % (totaal)        | % (gespecificeerd) |
| ---------------- | ----------------- | ----------------- | ----------------- | ----------------- | ----------------- | ----------------- | ------------------ |
| Bulgaren         | 118.437           | 88,59             | 109.738           | 85,80             | 89.787            | 78,20             | 84,01              |
| Turken           | 4.986             | 3,73              | 6.142             | 4,80              | 5.686             | 4,95              | 5,32               |
| Roma             | 9.260             | 6,93              | 10.598            | 8,29              | 10.132            | 8,82              | 9,48               |
| Andere groepen   | 986               | 0,74              | 638               | 0,50              | 423               | 0,37              | 0,40               |
| Onbekend         | 16                | 0,01              | 516               | 0,40              | 847               | 0,74              | 0,79               |
| Ongespecificeerd | .                 | .                 | 268               | 0,21              | 7.942             | 6,92              | .                  |
| Totaal           | 133.685           | 100,00            | 127.900           | 100,00            | 114.817           | 100,00            | 100,00             |

### Religie
De meest recente volkstelling werd uitgevoerd in februari 2011 en was optioneel. Van de 114.817 inwoners reageerden er 91.625 op de optionele volkstelling, terwijl 23.192 inwoners niet ondervraagd werden. Van de ondervraagden noemden 76.356 zichzelf lid van van de Bulgaars-Orthodoxe Kerk (83%); daarnaast werden er 3.835 moslims (4,2%), 1.559 protestanten (1,7%) en 353 katholieken geteld. Ongeveer 3,8% van de bevolking had geen religie, terwijl 6,6% geen specifieke religie had opgenoemd. In het begin van de 20ste eeuw telde de stad een substantiële Joodse gemeenschap van 900 tot 1.000 leden (destijds c. 5% van de bevolking); maar door de onafhankelijkheid van Israël en de daarop volgende alia is de deze gemeenschap - op een handvol personen na - bijna compleet verdwenen.
| Religieuze samenstelling in februari 2011 | Religieuze samenstelling in februari 2011 | Religieuze samenstelling in februari 2011 | Religieuze samenstelling in februari 2011 | Religieuze samenstelling in februari 2011 |
| ----------------------------------------- | ----------------------------------------- | ----------------------------------------- | ----------------------------------------- | ----------------------------------------- |
|                                           |                                           |                                           |                                           |                                           |
| Bulgaars-Orthodoxe Kerk                   | Bulgaars-Orthodoxe Kerk                   |                                           | 83,34%                                    | 83,34%                                    |
| Katholieke Kerk                           | Katholieke Kerk                           |                                           | 0,39%                                     | 0,39%                                     |
| Protestantisme                            | Protestantisme                            |                                           | 1,70%                                     | 1,70%                                     |
| Islam                                     | Islam                                     |                                           | 4,19%                                     | 4,19%                                     |
| Geen                                      | Geen                                      |                                           | 3,82%                                     | 3,82%                                     |
| Anders/ Onbekend                          | Anders/ Onbekend                          |                                           | 6,56%                                     | 6,56%                                     |

De stad Pazardzjik was in 2016 de eerste stad in Bulgarije waar een verbod op gezichtsbedekkende kleding werd ingevoerd, waaronder de boerka. Vrouwen die dit boerkaverbod overtreden, riskeren een boete van 300 leva (150 euro) bij de eerste overtreding en 100 leva (500 euro) bij de tweede overtreding; dit is meer dan een gemiddeld maandsalaris in Bulgarije.

## Bezienswaardigheden
In de Sint-Bogoroditsakerk (God Moeder) zijn indrukwekkende iconen bewaard gebleven die door meester-artiesten van de Debar School zijn gemaakt.
Zij bevatten houtsnijwerken van gebeurtenissen uit het Oude en Nieuwe Testament.
Er zijn ook iconen die geschilderd zijn door Stanislav Dospevski.

## Geboren
- Kimon Georgiev (1882-1969), politicus en militair
- Nikolo Kotzev (6 juni 1961), rockgitarist, -violist, songwriter en producent
- Nikolaj Ninov (21 mei 1969), schaker
- Ekaterina Zakharieva (8 augustus 1975), politica
- Georgi Petkov (14 april 1976), voetballer
- Jordan Minev (14 oktober 1980), voetballer
- Aleksandar Toentsjev (10 juli 1981), voetballer